# جورجيو ليفي دلا فيدا
جورجيو ليفي دلا فيدا (بالإيطالية: Giorgio Levi Della Vida)‏ (1303 - 1387 هـ / 1886 - 1967 م) هو مستشرق إيطالي.
له كتابات كثيرة في دائرة المعارف الإسلامية والمجلات العلمية.